# Selenocosmia imbellis
Selenocosmia imbellis là một loài nhện trong họ Theraphosidae.
Loài này thuộc chi Selenocosmia. Selenocosmia imbellis được Eugène Simon miêu tả năm 1891.